# Joana Benedek
Joana Benedek  (Bukarest, Románia, 1972. január 21. –) romániai származású, magyar felmenőkkel rendelkező mexikói színésznő.

## Élete és pályafutása
1987-ben elhagyta Romániát és Venezuelába költözött. Első szerepét 1989-ben kapta a Rubi Rebelde című telenovellában. 1998-ban Mexikóba költözött, ahol az Angela című telenovellában játszott. 2001-ben a Szeretők és riválisok című sorozatban Roxana Brito szerepét osztották rá.

## Filmográfia
- Noches con Platanito (2019) Önmaga
- Qué pobres tan ricos (2013) Adriana Lorenzón
- Libre para amarte (2013)
- Dos hogares Kettős élet (2011–2012) Yolanda Riva Palacio (Magyar hang: Götz Anna)
- Hasta que el dinero nos separe (2009) Marian Celeste
- Szerelempárlat (Destilando amor) (2007) Pamela Toreblanca (Magyar hang: Simon Mari)
- Lety, a csúnya lány (La fea más bella) (2006)  Cristina Riva Palacio
- De pocas pocas pulgas (2003) Reneé Lastra
- La cuaima (2003) Beba
- Mi gorda bella (2002)  Zoraida Torres Mercouri
- Szeretők és riválisok (Amigas y rivales) (2001) Roxana Brito / Carolina Vallejo (Magyar hang: Juhász Judit / Orosz Anna)
- Mujeres engañadas (1999) Joanna
- Angela (1998–1999) Catalina Lizzaraga (Magyar hang: Simon Mari)
- Pecado de amor (1996) Rosalía Alamo
- Cruz de nadie (1994) Cynara
- Sirena (1993) La Divina Joana
- Piel (1992) Sandra
- Rubi Rebelde (1989) Zoraida

## Díjak és jelölések
| Év   | Díj            | Kategória            | Jelölt mű             | Eredmény |
| ---- | -------------- | -------------------- | --------------------- | -------- |
| 2002 | TVyNovelas-díj | Legjobb női főgonosz | Szeretők és riválisok | Jelölve  |